# Yellandu
Yellandu è una suddivisione dell'India, classificata come nagar panchayat, di 42.417 abitanti, situata nel distretto di Khammam, nello stato federato del Telangana. In base al numero di abitanti la città rientra nella classe III (da 20.000 a 49.999 persone).

## Geografia fisica
La città è situata a 17° 36' 0 N e 80° 19' 60 E e ha un'altitudine di 204 m s.l.m..

## Società

### Evoluzione demografica
Al censimento del 2001 la popolazione di Yellandu assommava a 42.417 persone, delle quali 21.226 maschi e 21.191 femmine. I bambini di età inferiore o uguale ai sei anni assommavano a 4.499, dei quali 2.250 maschi e 2.249 femmine. Infine, coloro che erano in grado di saper almeno leggere e scrivere erano 29.772, dei quali 16.565 maschi e 13.207 femmine.